# 밀라노의 기적
《밀라노의 기적》(이탈리아어: Miracolo a Milano)은 1951년 개봉된 이탈리아의 판타지 영화이다. 비토리오 데 시카가 감독과 공동각본을 맡았다. 1952 칸 영화제 황금종려상 수상작이다.

## 줄거리
친절한 노파 롤로타는 양배추 밭에서 아기를 발견하고 토토라는 이름의 소년을 입양한다. 그녀는 그에게 수학 같은 것을 가르치고, 또한 기쁨과 경이로움을 불어넣어주며, 토토가 11살이 되어 롤로타가 죽을 때까지 행복하게 함께 산다. 토토는 보육원으로 보내져 성인이 될 때까지 그곳에 머무른다. 밀라노의 차가운 겨울 속에서 혼자 던져진 토토는 여전히 순수한 낙천주의를 잃지 않고 도시 외곽의 판자촌에 자리 잡게 된다.
토토의 존재는 판자촌에 변화를 가져오고, 곧 판자촌은 중앙 광장을 둘러싼 이름 붙여진 거리들을 따라 주민들이 함께 더 튼튼하고 정교한 구조물을 건설하면서 진정한 공동체가 되기 시작한다. 새로운 주민들이 환영받고 공동체는 성장한다. 어느 날, 두 명의 부유한 사업가인 브람비와 모비가 무허가 거주자들이 살고 있는 땅을 보러 온다. 모비는 브람비에게서 땅을 구매할 것을 고려하고 있기 때문이다. 토토는 그들을 작은 불꽃에 손을 녹이라고 초대하고, 브람비의 땅값도 마음에 들지 않는 불편한 모비는 무허가 거주자들이 이사할 필요가 없으며, 모두가 형제라고 연설한다. 무허가 거주자들은 모비와 브람비가 서둘러 물러나자 환호한다.
축제 중에 메이폴을 세울 구덩이를 파는 동안 판자촌 아래에서 석유가 발견된다. 비록 주민들은 처음에는 투명한 액체를 물로 착각했지만 말이다. 이웃들과 잘 지내지 못하는 교활한 주민 라피는 보상을 대가로 모비에게 이 사실을 알리고, 모비는 즉시 땅을 구매한 뒤 직원 한 명을 보내 무허가 거주자들에게 떠나라고 말한다. 주민들은 그 남자를 쫓아내고, 토토는 모비의 이전 연설이 진심이라고 믿었기에 정착촌의 지도자들을 데리고 모비와 이야기한다.
모비가 사무실에서 판자촌의 지도부를 지연시키는 동안, 그는 개인 경찰력을 보내 강제 퇴거를 시작하고, 토토와 그의 동료들은 이웃들이 패배한 것을 발견하기 위해 돌아온다. 그들은 경찰관들을 밀어내는 돌격을 이끌지만, 모비가 더 많은 병력을 이끌고 도착하고, 주민들은 연막탄에 의해 철도 선로 쪽으로 밀려난다. 토토는 메이폴에 올라 손수건을 흰 깃발처럼 흔들지만, 바로 그때 롤로타의 유령이 하늘에서 내려와 그에게 마법의 비둘기를 주며, 두 천사에게 쫓겨 날아가기 전에 그가 원하는 모든 것을 할 수 있게 해줄 것이라고 말한다.
비둘기를 사용하여 토토는 모비와 그의 부대를 쫓아낸다. 그러나 그의 이웃들은 기적적인 사건들을 알아차리고 그에게 무언가를 요구하기 시작한다. 어떤 요청은 실용적이고, 많은 요청은 그렇지 않지만, 그는 차별하지 않고 다음 몇 시간 동안 가능한 한 많은 소원을 들어준다.
어렵사리 토토는 결국 에드비제와 이야기하기 위해 빠져나온다. 에드비제는 그가 반한 젊은 여성이다. 그녀는 처음에는 그를 두려워하지만, 그는 자신에게 마법적이거나 신성한 것이 아무것도 없다고 부인하고, 그녀는 점차 긴장을 푼다. 그녀가 요청할 수 있는 것은 새 신발 한 켤레뿐이지만, 그들이 키스한 후 토토는 에드비제에게 태양을 주겠다고 제안한다. 그들이 태양이 뜨는 것을 지켜보는 동안(얼마 전에 진 후), 천사들이 비둘기를 되찾아간다.
불행히도, 모비의 재편성된 부대는 일출에 공격할 계획을 세웠다. 그들은 판자촌으로 습격하여 빠르게 주민들을 압도하고 경찰 마차에 몰아넣는다. 에드비제는 붙잡히지 않고 비둘기를 찾아 서둘러 토토에게 가져간다. 무허가 거주자들이 밀라노의 중앙 광장을 지나가는 동안 그녀는 쇠창살 사이로 새를 그에게 건네준다. 그것은 평범한 비둘기일 뿐이지만, 롤로타는 거의 즉시 나타나 마법의 비둘기로 바꿔주고, 그 비둘기는 천사들에게서 되찾아온 것이다. 그런 다음 천사들은 그녀와 평범한 비둘기를 하늘로 데려간다.

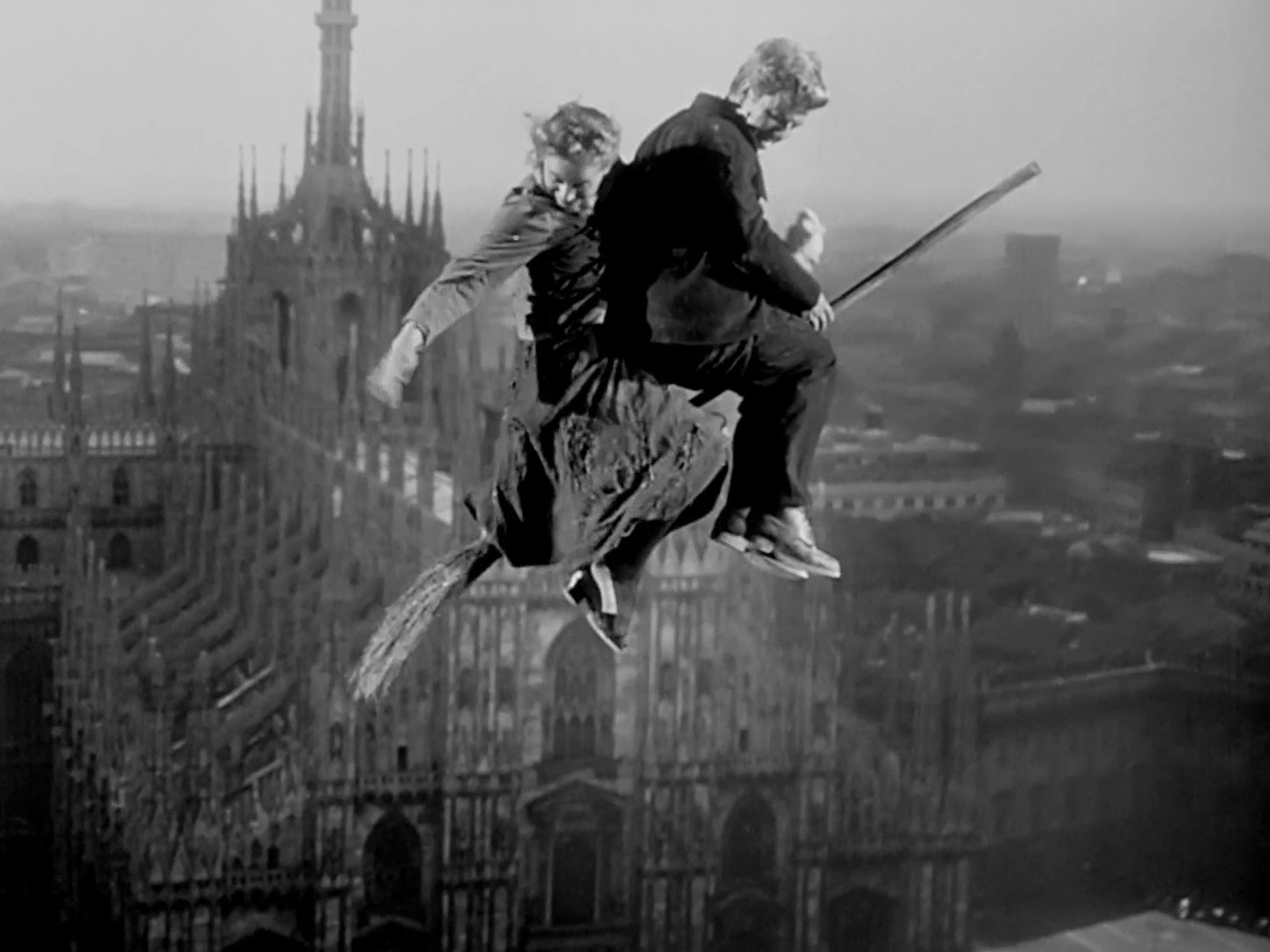
마지막 장면, 빗자루를 타고 도망치는 모습

토토는 경찰 마차를 부서뜨리고 무허가 거주자들에게 광장을 청소하는 노동자들에게서 빗자루를 잡으라고 소리친다. 그들은 날아올라 밀라노 대성당 위를 지나 "정말 '좋은 아침'을 의미하는 땅을 향해!" 간다.

## 출연

### 주연
- 엠마 그라마티카

### 조연
- 프란체스코 골리사노
- 파올로 스토파
- 브루넬라 보보
- 애나 카레나

## 기타
- 원작자: 세자르 자바티니
- 미술: 구이도 피오리니
- 의상: 마리오 시아리